# Восхождение (Секретные материалы)
«Восхождение» (англ. «Ascension») — шестая серия второго сезона сериала «Секретные материалы». Премьера состоялась 21 октября 1994 года на телеканале FOX. Эпизод продолжает «мифологию сериала», заданную в первой серии. События этого эпизода являются продолжением предыдущего — «Дуэйн Бэрри».
Малдер вместе со своим новым напарником Алексом Крайчеком отправляются на поиски Скалли, похищенной Дуэйном Бэрри. Его начальник, заместитель директора Уолтер Скиннер хочет, чтобы Малдер бросил это занятие. Малдер уверен, что Бэрри похитил Скалли для того, чтобы предложить её пришельцам вместо себя. Он точно знает, куда ему надо, но вскоре становится очевидным, что есть некто, готовый приложить максимум усилий, чтобы остановить Малдера. Скиннер, в свою очередь, принимает судьбоносное решение.

## Сюжет
После прослушивания голосового сообщения, из которого становится ясно, что Скалли (Джиллиан Андерсон) похитил Дуэйн Бэрри, её напарник, Малдер (Дэвид Духовны), торопится на место похищения, чтобы изучить улики. Он встречается с Маргарет, матерью Даны, которая рассказывает, что накануне видела сон, в котором Скалли похищают. На следующий день заместитель директора ФБР Уолтер Скиннер, сообщает Малдеру, что тот слишком сильно вляпался, и поручает другому агенту, Алексу Крайчеку, сопроводить Фокса до дома. Тем временем Бэрри несется по виргинскому шоссе БлюРидж, где его останавливает полицейский патруль. Когда Скалли, запертая в багажнике машины, пытается привлечь внимание полицейского к себе, Бэрри убивает патрульного. Малдер видит запись с камер слежения и понимает, что Скалли все ещё жива.
Малдер понимает, что Бэрри направляется на лыжный курорт на горе Скайлэнд, место первого похищения Бэрри, который следует своему первоначальному плану — передать пришельцам кого-то иного вместо себя. Крайчек сообщает Курильщику эту информацию и получает от него задание помешать Малдеру. Когда они прибывают на место, Малдер садится на фуникулер в попытке достигнуть вершины раньше Бэрри, но Крайчек пытается прикончить Малдера. Убив смотрителя, он останавливает механизм и пытается сбросить вниз агента Малдера, который вылез на крышу вагона. Добравшись до верха, Малдер замечает чёрный вертолет, кружащий в окрестностях. Обнаружив машину Бэрри, он не находит никаких следов Скалли, кроме её цепочки с крестиком. Тут Фокс сталкивается с радостным Дуэйном, который сообщает, что «они» её забрали.
На допросе Бэрри Малдер приходит в бешенство и пытается задушить виновного, но вовремя берет себя в руки. Выходя из комнаты, он приказывает Крайчеку никого не впускать внутрь, а вернувшись, видит, как Крайчек беседует с Дуэйном. Минутой позже, по прибытии Скиннера, Бэрри начинает биться в конвульсиях и умирает. Позже, в академии ФБР в Квантико Малдер пытается задать вопросы доктору, проводившему вскрытие тела Бэрри, но та отказывается поделиться деталями, так как аутопсия проводилась военными, а не ФБР. Малдеру и Крайчеку приказано пройти тест на полиграфе по вопросу смерти Бэрри.
Крайчек встречается с Курильщиком и предлагает тому убить Малдера. Однако Курильщик против, он считает, что агента нужно оставить в живых — чтобы «не превратить веру одиночки во всеобщий крестовый поход». В отчаянии, Малдер пытается навестить сенатора Мэтсона, своего покровителя, но его секретный информатор, «мистер Икс», отговаривает его от этого. Малдер, находясь в машине Крайчека, находит в ней окурки сигарет Morley, которые оставил Курильщик. Осознав роль похищения Скалли, он пишет доклад Скиннеру, сумев доказать причастность Крайчека к заговору Курильщика. Скиннер вызывает Крайчека в свой офис, но выясняется, что агент исчез. Скиннер официально объявляет «Секретные материалы» вновь открытыми.
Малдер встречается с Маргарет Скалли в парке и пытается отдать ей крестик дочери. Но Маргарет возвращает ему украшения с просьбой вернуть Дане, когда он её найдет. Маргарет также рассказывает, что снова видела сон о потере дочери, а Малдер принимает его за хороший знак — Скалли может быть ещё жива. Угрюмый Малдер возвращается на гору в место похищения Скалли. Оставшись без неё в одиночестве, он смотрит на звезды.

## В ролях
- Джиллиан Андерсон в роли агента Даны Скалли
- Дэвид Духовны в роли агента Фокса Малдера
- Стив Рейлсбэк в роли Дуэйна Бэрри
- Николас Лиа в роли агента Алекса Крайчека
- Митч Пиледжи в роли Уолтера Скиннера
- Уильям Б. Дэвис в роли «Курильщика»
- Стивен Уильямс в роли «мистера Икс»
- Шейла Ларкен в роли Маргарет Скалли
- Мередит Бэйн Вудвард в роли Рут Слотер
- Питер Лакруа в роли Дуайта
- Стив Макаж в роли патрульного
- Робин Дуглас в роли видеотехника
- Бобби Л. Стюарт в роли помощника шерифа

## Съёмки
- Идея похищения Скалли появилась после того, как Джиллиан Андерсон объявила о своей беременности в середине первого сезона.[3] «Выкидывать» актрису из шоу не было намерений, а идея появления у Скалли ребёнка-пришельца была сразу отвергнута, так что сценаристам пришлось обыграть беременность главной актрисы через закрытие «Секретных материалов», разлучение главных персонажей и похищение Скалли.[3][3] Это позволило продюсерам объяснить отсутствие Скалли (она появляется всего в двух сценах этого эпизода, и ни в одной из сцен следующего за ним)[3].
- Крис Картер утверждал, что и цензоры, и продюсеры неохотно согласились вставить в эпизод сцены, где Скалли лежит в багажнике, но он «отстоял эту картинку», так как был убежден, что добавит сцене ощущения опасности, стоящей перед персонажем. Кроме того, Картер добавил сцену экспериментов, которая ставит под сомнение, была ли Скалли похищена именно пришельцами, или это сделали военные, или и те, и другие сообща.[4]
- Дэвид Духовны сам выполнял все трюки в эпизоде,[5] включая сцену, где он болтался на вагончике фуникулера. Съёмки сцен в горах прошли в один день в Северном Ванкувере (Британская Колумбия), а виды в заднее стекло машины Бэрри снимались в местности поблизости, на горе Сеймур[6].
- Слоган этого эпизода «Всё отрицай» отличается от обычного «Истина где-то рядом»[7].